# Mårbacka (bok)
Mårbacka är en bok av Selma Lagerlöf från 1922. Den handlar om hennes egen familj och livet på släktgården Mårbacka under hennes fars tid.